# 쥬드 (영화)
쥬드(Jude)는 영국에서 제작된 마이클 윈터바텀 감독의 1996년 드라마 영화이다. 크리스토퍼 에클리스턴 등이 주연으로 출연하였고 앤드류 이튼 등이 제작에 참여하였다.

## 출연

### 주연
- 크리스토퍼 에클리스턴
- 케이트 윈슬렛
- 리암 커닝햄
- 레이첼 그리피스
- 준 휘트필드

### 조연
- 로스 콜빈 턴불
- 제임스 데일리
- 버윅 캘러

## 제작진
- 원작자: 토마스 하디
- 협력프로듀서: 쉐일라 프레이저 밀른
- 미술: 조셉 베넷
- 의상: 잔티 예이츠
- 배역: 시몬느 아이랜드
- 배역: 바네사 페레이라